# Nová Ves nad Popelkou

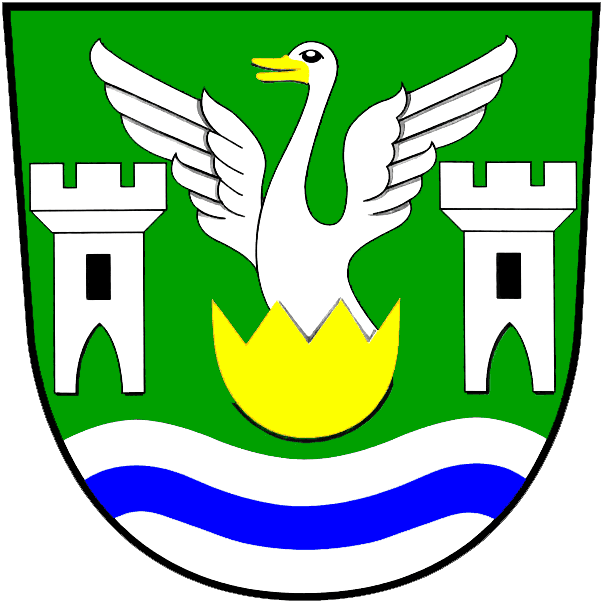
Nová Ves nad Popelkous vapen.

Nová Ves nad Popelkou (tyska Neudorf) är en liten ort i distriktet Semily i regionen Liberec i norra Tjeckien. Nová Ves nad Popelkou hade 648 invånare år 2012. Orten grundades sannolikt mellan 1200 och 1250.